# José Ramón Alexanco
José Ramón Alexanco Ventosá (Barakaldo, 5 mei 1956) is een voormalig Spaans profvoetballer en huidig directeur jeugdopleiding van FC Barcelona. Hij speelde als verdediger voor onder andere Athletic de Bilbao, FC Barcelona en het Spaans voetbalelftal.

## Clubvoetbal
Alexanco speelde voor Bilbao Athletic (1973–1976), Deportivo Alavés (1976 op huurbasis), Athletic de Bilbao (1977–1980) en FC Barcelona (1980–1993). Bij laatstgenoemde club was de verdediger het meest succesvol en Alexanco maakte bovendien de beginjaren van het legendarische Dream Team mee. Gedurende zijn periode bij Barça speelde Alexanco 247 wedstrijden in de Primera División, maakte hij 26 competitiedoelpunten en won hij 16 prijzen. In 1990 maakte hij het winnende doelpunt in de finale van de Copa del Rey tegen Real Sociedad.

## Erelijst
FC Barcelona
- Primera División: 1984/85, 1990/91, 1991/92, 1992/93
- Copa del Rey: 1980/81, 1987/88, 1989/90
- Supercopa de España 1993, 1991, 1992
- Copa de la Liga: 1983, 1986
- Europacup I: 1991/92
- Europacup II: 1991/92, 1988/89
- Europese Supercup: 1992

## Nationaal elftal
Alexanco speelde 34 interlands voor Spanje, waarin hij vier doelpunten maakte. Hij debuteerde op 15 november 1978 tegen Roemenië. De verdediger speelde op het EK 1980 en het WK 1982.

## Na zijn profcarrière
In 1993 stopte Alexanco als profvoetballer. Hij werd trainer bij Universitatea Craiova en Naţional Bucureşti. Hij kreeg in 2005 een functie binnen het bestuur van FC Barcelona. Vanaf april 2021 is hij de directeur van de jeugdopleiding van FC Barcelona.
1 Arconada ·
2 Alexanco ·
3 Migueli ·
4 José Diego ·
5 Uría ·
6 Asensi  ·
7 Dani ·
8 Cardeñosa · 
9 Carrasco ·
10 Quini ·
11 Del Bosque ·
12 Juanito ·
13 Urruti ·
14 Gordillo ·
15 Olmo ·
16 Santillana ·
17 Satrústegui ·
18 Saura ·
19 Cundi ·
20 Tendillo ·
21 Zamora ·
22 Artola ·
Coach: Kubala
1 Arconada  ·
2 Camacho ·
3 Gordillo ·
4 Alonso ·
5 Tendillo ·
6 Alexanco ·
7 Juanito ·
8 Joaquín · 
9 Satrústegui ·
10 Zamora ·
11 López Ufarte ·
12 Urquiaga ·
13 Jiménez ·
14 Maceda ·
15 Saura ·
16 Sánchez ·
17 Gallego ·
18 Uralde ·
19 Santillana ·
20 Quini ·
21 Urruti ·
22 Miguel Ángel ·
Coach: Santamaría